# Miltochrista inaequidens
Miltochrista inaequidens là một loài bướm đêm thuộc phân họ Arctiinae, họ Erebidae.